# Filip Bakoč
Filip Bakoč (in macedone Филип Бакоч?; Skopje, 2 maggio 1996) è un cestista macedone.

## Palmarès
- Campionato macedone: 1

MZT Skopje: 2020-21
- Coppa di Macedonia: 2

Karpoš Sokoli: 2017
MZT Skopje: 2021